# シネスイッチ銀座
シネスイッチ銀座（シネスイッチぎんざ）は、東京都中央区銀座旗ビル内にある映画館である。

## 概要
昭和30年代に『銀座文化劇場』として開館、1987年に2館のうち1館はそのまま『銀座文化劇場』として古いハリウッド作品やヨーロッパ作品を提供し、もう1館は各国から選りすぐった洋画と邦画をスイッチ（切替）しながら提供するということから『シネスイッチ銀座』と命名される。1997年4月に『シネスイッチ銀座1・2』としてリニューアル･オープンし、現在に至る。
開館から1997年まではヘラルド・エース（現・アスミック・エース）を中心とした日本ヘラルド系（現・角川映画）の映画が上映されており、シネスイッチへの再開業時にはフジテレビジョンも出資に関わっていた。
ヘラルド・エースの原正人は「シネスイッチ銀座は、簱興行の銀座文化劇場をヘラルド・エースがヘラルド映画、フジテレビと協力してリニューアルオープンさせた映画館です。当初はヘラルド・エースとフジテレビで番組編成までを手がけました。フジテレビの映画製作のショーケースといった役割も担い、ここから『木村家の人びと』や『Love Letter』といったヒット作が生まれました」などと述べている。
1988年公開の『モーリス』と1989年公開の『ニュー・シネマ・パラダイス』でミニシアターブームに大きく貢献した。『ニュー・シネマ・パラダイス』の40週ロングランで打ち立てた3億6,000万の興行収入は、ミニシアター最大のヒット記録として未だ破られていない。また、レディース・デー割引を始めた映画館としても認知されている。ただし、この映画館の「レディース・デー」は毎週金曜日である。

## 主な上映作品
- 「あなたがいたら/少女リンダ」1987年公開　イギリス
- 「モーリス」1988年公開　イギリス
- 「誰かがあなたを愛してる」1989年公開　香港
- 「ニュー・シネマ・パラダイス」1989年公開　イタリア（「シネスイッチ銀座」最多動員作品）
- 「デリカテッセン」 1991年公開 フランス
- 「ハワーズ・エンド」 1992年公開 アメリカ
- 「クライング・ゲーム」 1993年公開 イギリス
- 「Love Letter」1995年公開　日本
- 「世界中がアイ・ラヴ・ユー」 1997年公開 アメリカ
- 「ドーベルマン」 1998年公開 フランス
- 「ライフ・イズ・ビューティフル」　1999年公開　イタリア
- 「運動靴と赤い金魚」 1999年公開　イラン
- 「リトル・ダンサー」 2001年公開　イギリス
- 「裸足の1500マイル」 2003年公開　オーストラリア
- 「みなさん、さようなら」 2004年公開　カナダ・フランス
- 「皇帝ペンギン」 2005年公開　フランス
- 「かもめ食堂」 2006年公開　日本
- 「しゃべれどもしゃべれども」 2007年公開　日本
- 「Little DJ〜小さな恋の物語」 2007年公開　日本
- 「西の魔女が死んだ」 2008年公開　日本
- 「そして、私たちは愛に帰る」 2008年公開　ドイツ・トルコ
- 「プール」 2009年公開 日本
- 「時をかける少女」 2010年公開 日本
- 「オーケストラ!」 2010年公開 フランス
- 「東京島」 2010年公開　日本
- 「毎日かあさん」 2011年公開 日本
- 「ファンタスティック Mr.FOX」 2011年公開 アメリカ・イギリス
- 「アーティスト」　2012年公開 フランス
- 「それでも、愛してる」 2012年公開 アメリカ
- 「クロワッサンで朝食を」 2013年公開 フランス・エストニア・ベルギー
- 「チョコレートドーナツ」 2014年公開 アメリカ
- 「マダム・イン・ニューヨーク」2014年公開　インド
- 「あん」 2015年公開 日本
- 「アリスのままで」 2015年公開 アメリカ
- 「ニューヨーク 眺めのいい部屋売ります」2016年公開 アメリカ
- 「マンチェスター・バイ・ザ・シー」2017年公開 アメリカ
- 「ボブという名の猫 幸せのハイタッチ」2017年公開 イギリス
- 「幼な子われらに生まれ」2017年公開 日本
- 「モリのいる場所」 2018年公開 日本
- 「フジコ・ヘミングの時間」2018年公開 日本
- 「日日是好日」 2018年公開 日本

## 定員
- シネスイッチ1　273席
- シネスイッチ2　182席

## トリビア
- この「シネスイッチ」と名の付く同系列の映画館は『シネスイッチ本牧』（神奈川県横浜市・マイカル本牧付近）と『シネスイッチ札幌』（北海道札幌市・札幌東映会館の2階にあった）の2館が存在していたが、いずれも現在は閉館している。
- 銀座文化時代、女優の片桐はいりが学生時代を含め7年の間、同館入り口のもぎり担当としてアルバイトをしていた。その問の同館のエピソードは著作「もぎりよ今夜も有難う」に詳しい。